# كولينبو سيفوكي
كولينبو سيفوكي (بالإنجليزية: Kolinio Sivoki)‏ (10 مارس 1995 فيجي - ) هو لاعب كرة قدم فيجي، يلعب كلاعب وسط.

## روابط خارجية
- كولينبو سيفوكي على موقع قاعدة بيانات كرة القدم.إي يو (الإنجليزية)
- كولينبو سيفوكي على موقع ناشيونال فوتبول تيمز (الإنجليزية)